# Tides
Tides, noto anche con il titolo The Colony, è un film del 2021 diretto da Tim Fehlbaum.

## Trama
In un futuro non troppo lontano, dopo che una catastrofe globale ha spazzato via quasi tutta l'umanità, Blake, un'astronauta della Space Colony Kepler-209, deve prendere una decisione che segnerà il destino delle persone.

## Promozione
Il trailer è stato distribuito il 12 febbraio 2021.

## Distribuzione
Il film è stato presentato in anteprima mondiale alla 71ª edizione del Festival internazionale del cinema di Berlino nella sezione speciale.

## Accoglienza

### Critica
Sull'aggregatore di recensioni Rotten Tomatoes il film ha ottenuto un punteggio di 40 su 100, sulla base di 5 recensioni;